# جایزه بزرگ ایالات متحده ۱۹۹۰
جایزه بزرگ ایالات متحده ۱۹۹۰ (انگلیسی: ‎1990 United States Grand Prix‎)، که به‌طور رسمی با نام بیست و هفتمین جایزه بزرگ آیسبرگ ایالات متحده شناخته می‌شود، یک مسابقهٔ موتوری در رشتهٔ اتومبیل‌رانی فرمول یک بود که در تاریخ ۱۱ مارس ۱۹۹۰ در پیست خیابانی فینیکس واقع در فینیکس، آریزونا، ایالات متحده آمریکا برگزار شد. این گراند پری در میان ۱۶ گراند پری در فصل ۱۹۹۰، مسابقهٔ شمارهٔ ۱ بود.
در این مسابقه که در ۷۲ دور و به مسافت ۲۷۳٫۶۰ کیلومتر (۱۷۰٫۰۰۷ مایل) برگزار شد، پول پوزیشن توسط گرهارد برگر کسب شد و سریع‌ترین زمان برای طی یک دور پیست که برابر با ۱:۳۱٫۰۵۰ بود نیز توسط گرهارد برگر به ثبت رسید.
آیرتون سنا از تیم مک‌لارن-هوندا، ژان آلسی از تیم تایرل-فورد و تیری بوتسن از تیم ویلیامز-رنو به‌ترتیب مقام‌های اول تا سوم مسابقه را کسب کردند.

## رده‌بندی قهرمانی پس از مسابقه
| جایگاه | راننده        | امتیاز |
| ------ | ------------- | ------ |
| ۱      | آیرتون سنا    | ۹      |
| ۲      | ژان آلسی      | ۶      |
| ۳      | تیری بوتسن    | ۴      |
| ۴      | نلسون پیکه    | ۳      |
| ۵      | استفانو مودنا | ۲      |
| منبع:  |               |        |

| جایگاه | سازنده       | امتیاز |
| ------ | ------------ | ------ |
| ۱      | مک‌لارن-هوندا | ۹      |
| ۲      | تایرل-فورد   | ۷      |
| ۳      | ویلیامز-رنو  | ۴      |
| ۴      | بنتون-فورد   | ۳      |
| ۵      | برابام-جاد   | ۲      |
| منبع:  |              |        |

یادداشت
- تنها پنج جایگاه نخست از هر رده‌بندی نمایش داده شده‌است.